# Le ali della colomba (romanzo)
Le ali della colomba (The Wings of the Dove) è un romanzo di Henry James, pubblicato nel 1902 a New York dall'editore Scribner e a Westminster presso A. Constable & Co..
Il libro ha avuto un gran numero di edizioni in lingua originale ed è stato tradotto in francese, tedesco, rumeno, spagnolo, giapponese, ebraico, ungherese, polacco, turco, oltre che in italiano.

## Trama
A Londra, due giovani sono fidanzati, ma non hanno un futuro certo, a causa di difficoltà finanziarie reciproche. Lei, Kate Croy, ha alle spalle una famiglia decaduta, ma esigente; lui, Merton Densher, lavora come giornalista e non aspira a una vita più mondana, ma comprende che Kate, per suo conto, e i parenti di lei, opporrebbero ostacoli a un loro matrimonio. Dopo un soggiorno negli Stati Uniti, Densher torna a Londra ed è raggiunto da una persona che aveva conosciuto a New York: si tratta di Milly Theale, accompagnata da un'amica più anziana, giovanissima superstite di una numerosa e ricca famiglia, circondata da una sorta di leggenda tragica. Le due americane entrano immediatamente nella cerchia di Maud, zia di Kate, e di lord Mark, e si forma una compagnia affiatata, molto dedita a cene, spettacoli e incontri piacevoli.
A causa della conoscenza avvenuta in America, Densher fa parte della compagnia e in questo clima Kate, dicendosi la migliore amica al mondo per Milly, concepisce il piano di stringere l'evidente simpatia tra Merton e Milly. Il giovane non si sottrae con la dovuta fermezza, tanto le manovre di Kate sembrano assecondare un corso molto naturale. A rendere più rischiosa la situazione provvede la salute di Milly, che si rivolge al migliore specialista del ramo, Sir Luke Strett. Tutti arguiscono che la fanciulla abbia poco da vivere, anche se lei si impone di non parlare mai, di non mostrarsi sofferente o triste. A sua volta, Susan, disperata per la piega che hanno preso gli eventi, favorisce la consuetudine tra Merton e Milly, aspettandosi solo gentilezza dal giovane. Anche zia Maud contribuisce all'ordito, perché Kate ha fatto credere a lei, come a chiunque altro, che Merton non le interessa. In tale situazione, Milly parte per Venezia, dove si installa in un palazzo e qui attende di ospitare gli amici.
Nell'autunno, Merton Densher, Kate e zia Maud vanno a Venezia e ogni giorno fanno visita a Milly, che vive con Susan e ha deciso di non lasciare mai la residenza prescelta. Merton si installa in un quartierino assai povero, ma al quale è affezionato. Qui può vedere da solo Kate e i loro discorsi divengono sempre più ambigui: la ragazza è convinta che Milly sia una colomba, una creatura unica al mondo, e che aprirà le ali su di loro perché li ama. Le previsioni di Kate si rivelano esatte nei particolari: ad un certo punto lei e la zia tornano in Inghilterra e Merton resta a Venezia da solo, gradito ospite di Milly e Susan. Poi un giorno, egli viene stranamente respinto. Si accorge che è arrivato a Venezia lord Mark, che invece è stato ricevuto. Merton sprofonda nella tristezza, finché una sera è raggiunto da Susan e apprende da lei la vera natura della missione di lord Mark e le sue conseguenze. Mark aveva chiesto la mano di Milly e, ottenuto un rifiuto, aveva rivelato il legame tra Densher e Kate. Questo aveva gettato Milly in un peggioramento senza altre vie d'uscita.
Susan vorrebbe (lo vorrebbero tutti) che Densher negasse i suoi rapporti con Kate, anche perché sta arrivando a vedere l'ammalata Sir Luke. Però Merton non dice e non dirà mai una cosa simile, preferendo chiudersi nel silenzio; né Milly, che lo vuole vedere un'ultima volta e gli chiede di tornare in Inghilterra, gli pone domande di sorta. Sempre più avviluppato nel suo sentire segreto, Merton arriva in patria e vi trascorre settimane solitarie, finché la vigilia di Natale riceve una lettera da Milly, che non apre. Egli ha compreso che la colomba non è più, che la lettera contiene un dono, perciò la porta, intatta, a Kate. La giovane interpreta ogni cosa nel senso che ora loro sono liberi di sposarsi, che Milly ha fatto il loro bene, ma Densher persiste nel mutismo e accetta che la lettera ancora chiusa finisca nel fuoco.
Dopo due mesi, chiamato dai legali di Milly, egli riceve una lettera ufficiale e la invia a Kate. Nuovamente la giovane delude le aspettative di Densher, aprendo la lettera e prendendo conoscenza del contenuto. Tra i due segue una spiegazione, finalmente chiara, in cui Densher dice alla fidanzata che mai accetterà un soldo da Milly. Sospettando che, dopo tanto giocare con le vite altrui, egli si sia innamorato veramente di Milly, Kate finalmente capisce che deve lasciare per sempre il suo pericoloso gioco. Quando Densher si dichiara disposto a sposarla come erano prima di aver conosciuto Milly, lei lo lascia, affermando che mai più nulla sarà come prima.

## Ispirazione del personaggio di Milly
La giovinetta americana Milly Theale è ispirata a una persona esistita davvero: si tratta della cugina di Henry James, Minny Temple, morta nel 1870 a ventiquattro anni. Molto legato alla cugina, James ha tenuto con lei un delicato carteggio. Come ha scritto Agostino Lombardo, si tratta dello stesso modello che ispirò anche Isabel Archer, in Ritratto di signora. L'idea di The Wings of The Dove è annotata da James nei suoi taccuini, ma avrebbe dovuto essere destinata al teatro. Il risultato fu invece un romanzo, che vide la pubblicazione subito in volume.

## Personaggi principali
- Milly Theale (Mildred): 22 anni, americana di New York, fanciulla di squisita educazione e di sensibilità eccezionale. Immensamente ricca, non ha al mondo un solo parente, a causa della scomparsa di genitori e fratelli. Non gode di buona salute e sa che seguirà il destino della sua famiglia. Circondata da un'aura quasi leggendaria, parte dagli Stati Uniti in compagnia di un'amica (Susan) e passa un periodo a Londra; in seguito si trasferisce, per sempre, a Venezia.
- Susan Stringham Shepherd: scrittrice e giornalista di Boston, amica di Milly, dedica tutta se stessa per accompagnare la giovane in Europa e le rimane accanto fino alla fine.
- Merton Densher: giornalista giovane (circa 25 anni) e povero di Londra. Fidanzato in segreto con Kate Croy, non è gradito ai parenti della signorina. Conosce Milly durante un viaggio di lavoro negli Stati Uniti e, quando la fanciulla giunge in Europa, è spinto da tutti a coltivare un legame, in vista di un matrimonio ricco ed illustre.
- Kate Croy: giovane londinese (25 anni) di famiglia decaduta, è fidanzata con Densher. Vive con la zia materna Maud, la quale impone alla ragazza di rompere i rapporti con il padre e la sorella. Kate non farebbe questo passo, ma padre e sorella stravedono per lei e immaginano che la zia vada assecondata, in vista di un generoso lascito. All'arrivo di Milly, Kate concepisce e mette in atto il piano di spingere Merton Densher a corteggiare l'americana, pensando che in futuro entrambi saranno da ciò beneficati.
- Maud Lowder: sorella della defunta madre di Kate ed ex compagna di scuola (in Svizzera) di Susan Stringham. Vedova, senza figli, ha mire mondane sulla nipote, che dovrebbe fare un brillante matrimonio. Maud ha simpatia per Densher, stimandolo amabile e intelligente, la sua riserva su di lui è solo di natura economica.
- Lord Mark: bellimbusto di età imprecisata, si accompagna spesso a Maud ed è considerato il favorito per un matrimonio con Kate. Sotto le apparenze però non è veramente ricco e inoltre, all'apparire di Milly, si invaghisce di lei. Presentatosi a Venezia per chiedere la mano di Milly, vistosi rifiutato, le dice che Kate e Densher sono fidanzati. Questo si traduce in un grave colpo per la salute della ragazza. Mark era stato poco prima rifiutato da Kate e tutto il suo agire a Venezia sembra una vendetta, perché mai Kate ha ammesso di avere un rapporto con Densher.
- Sir Luke Strett: medico di grande fama. A lui si rivolge Milly, quando ha il sentore di una malattia che avanza. I consigli del medico sono di prendere tutto dalla vita, tuttavia non dice mai che Milly è condannata. Le starà accanto andando a Venezia due volte, per alcuni giorni.
- Eugenio: maggiordomo a Venezia, dirige la casa di Milly. Ha un potere quasi assoluto in casa e sovrintende all'organizzazione di ogni evento che colà avviene.

## Opere derivate
Cinema e televisione
- Il 10 marzo 1952, nella serie televisiva Studio One, è presentato l'episodio The Wings of the Dove, diretto da Franklin J. Schaffner, con Charlton Heston (Merton Densher), Felicia Montealegre (Kate Croy), Stella Andrew  (Milly Theale).[13]
- L'8 gennaio 1959 è trasmesso il film televisivo The Wings of the Dove della serie Playhouse 90 (1956–1961), diretto da Robert Stevens.[14]
- Il 14 gennaio 1965, per la serie televisiva Thursday Theatre (1964–1965), esce The Wings of the Dove, diretto da Rudolph Cartier, con Susannah York,  (Milly Theale), Wendy Craig  (Kate Croy), Edmund Purdom (Merton Densher).[15]
- Nel 1981 esce lo sceneggiato televisivo Le ali della colomba, diretta da Gianluigi Calderone, con Delia Boccardo (Kate Croy), Laura Betti (Zia Maud), Paolo Malco (Malcom Densher), Laura Morante, (Milly Theale); musica di Dimitri Nicolau.[16]
- Sempre nel 1981 è prodotto il film Les ailes de la colombe, in italiano Storia di donne, diretto da Benoît Jacquot, con Isabelle Huppert, Dominique Sanda (Catherine Croy), Michele Placido; musiche di Philippe Sarde.[17]
- Nel 1997 è stato presentato il film The Wings of the Dove, in italiano Le ali dell'amore, di Iain Softley, con Helena Bonham Carter (Kate Croy), Linus Roache (Merton), Alison Elliott (Milly); musiche di Ed Shearmur. [18]

Azione scenica
- Nel 1956 Guy Bolton presenta il suo dramma in tre atti e cinque quadri Child of Fortune, ispirato a The Wings of the Dove, prodotto e diretto da Jed Harris.[19]

Opera lirica
- Il 12 ottobre 1961 è andata in scena a New York l'opera lirica The Wings of the Dove, del compositore Douglas Moore, su libretto di Ethan Ayer, dal soggetto di Henry James. Il personaggio di Merton Densher è qui chiamato Miles.[20]

## Edizioni in italiano
- Henry James, Le ali della colomba, traduzione di Beatrice Boffito Serra, Rizzoli, Milano 1964
- Henry James, 5: Le ali della colomba; a cura di Agostino Lombardo, traduzione di Stefania Piccinato, in Romanzi, Sansoni, Firenze 1967 (comprende Il riverberatore)
- Henry James, Le ali della colomba, introduzione di Viola Papetti; traduzione di Beatrice Boffito Serra, Rizzoli, Milano 1995
- Henry James, Le ali della colomba, a cura di Stefania Piccinato, Biblioteca economica Newton, Roma 1998